# کاتلین پترس
کاتلین پترس (هلندی: Cathelijn Peeters؛ زادهٔ ۶ نوامبر ۱۹۹۶) دونده سرعت  و دونده دو با مانع زن اهل هلند است.